# Edmund Banaschewski
Edmund J. A. Banaschewski, vollständig Edmund Jakob Adam Banaschewski (* 16. November 1907 in Welschbillig; † 17. März 1992 in München) war ein deutscher Verleger und Politiker (CSU).

## Leben
Er war der Sohn des Arztes Franz Eduard Banaschweski. Er studierte unter anderem Philologie, Philosophie und Zeitungswissenschaften und promovierte an der Universität Hamburg mit einer Dissertation über die „Typo-Soziologie des Verlagswesens“. 1926 wurde er Mitglied der katholischen Studentenverbindung KDStV Arminia Heidelberg. Er gründete 1935 in Berlin den Drei-Säulen-Verlag und 1938 den Werk-Verlag Dr. Edmund Banaschweski. 1945 begann der Wiederaufbau in Bad Wörishofen, 1952 wurde der Verlagssitz nach München-Gräfelfing verlegt. Neben der Rohstoff-Rundschau gab Banaschewski unter anderem die medizinischen Fachzeitschriften Ärztliche Praxis: Die Zeitung des Arztes in Klinik und Praxis (ab 1949), Euromed, zahnärztliche praxis und die Co-Herausgeber die Literaturzeitschrift Welt und Wort heraus. Von 1970 bis 1971 war er Präsident des Verbandes Deutscher Zeitschriftenverleger.

## Ehrungen
- Bundesverdienstkreuz 1. Klasse (9. September 1963)[3]
- Jakob Fugger-Medaille des Verbandes der Zeitschriftenverlage in Bayern (1973)[4]

## Schriften
- Theorie des Verlages. Ein Beitrag zur Typo-Soziologie des Verlagswesens. R. Voigtländer, Leipzig 1933.
- als Herausgeber: Blaue Reihe der Altmaterial-Wirtschaft. Werk-Verlag, Bad Wörishofen.